# CBC Tower
De CBC-Tower was een 371 meter hoge mast waarmee FM- en tv-signalen uitgezonden werden, op de top van Mont-Carmel nabij Shawnigan, Quebec in Canada. De toren werd gebouwd in 1972 en was CBC's primaire zendmast in Quebec. Tevens werden de radiosignalen van diverse radiostations vanaf deze zendmast verzorgd.
Op 21 april 2001 vloog Gilbert Paquette met zijn Cessna 150 tegen de toren. Hij overleefde de crash niet. De romp van het vliegtuig zat vast in het bovenste gedeelte van de toren, met het lichaam van de piloot nog in het vliegtuig. Door de crash werd de toren ook een aantal meters uit het lood geslagen. Vanwege de structurele schade en om het lichaam van de piloot te kunnen bergen, werd besloten de toren in te laten storten door middel van een gecontroleerde implosie. Enkele dagen later werd dit gerealiseerd. Het was het hoogste gebouw ooit dat door middel van gecontroleerde explosies omgehaald werd.